# Maxxine Dupri
Sydney Jeannine Zmrzel (Phoenix, Arizona, 19 de mayo de 1997), conocida como Maxxine Dupri, es una luchadora profesional y mánager de lucha libre estadounidense. Actualmente trabaja para la empresa WWE, donde se presenta en la marca Raw.

## Primeros años
Sydney Jeannine Zmrzel nació el 19 de mayo de 1997 en Phoenix, Arizona, siendo hija de William Bill Zmrzel y Diane Love, y hermana menor de Wyatt J. Zmrzel. Se desempeñó como porrista para los Suns Dancers de Phoenix y Los Angeles Rams. En 2019, estableció su propia boutique de ropa, a la que llamó «Jaunty».

## Carrera

### WWE (2021–presente)

#### Como mánager (2021–2023)
En agosto de 2021, Zmrzel participó en un tryout de WWE realizado en Las Vegas, Nevada, donde se convirtió en una de las catorce personas seleccionadas en obtener un contrato con la compañía. A partir del 22 de marzo de 2022, se integró al roster de NXT 2.0 con el nombre de Sofia Cromwell, y acompañó a Von Wagner y Mr. Stone durante ese periodo.
En el episodio del 22 de julio de SmackDown, Dupri hizo su debut en el roster principal como Maxxine Dupri, la hermana (kayfabe) de Max Dupri y «directora de talentos» del stable heel (rudo) Maximum Male Models, conformado por ella, Max, ma.çé y mån.sôör. En el episodio del 7 de octubre de SmackDown, Max abandonó el stable para reestablecerse como LA Knight, lo que la dejó a ella como mánager de la facción. En febrero de 2023, Maximum Male Models fue trasladado a la marca Raw como parte del Draft 2023.

#### Alpha Academy (2023-2024)
Luego de su traslado a Raw, Dupri comenzó una historia cómica con Otis, donde intentó reclutarlo y alentarlo a convertirse en miembro de Maximum Male Models. Más tarde, empezaron a realizarse una serie de segmentos entre Dupri y Chad Gable, en los que ambos querían que Otis estuviera en sus respectivos equipos. A partir del episodio del 24 de mayo de 2023 de Raw, Maxxine comenzó a ser mánager de Alpha Academy y empezó a acompañarlos en sus luchas, separándose de Maximum Male Models, con quienes tuvo su última aparición en el episodio del 15 de mayo de Raw, donde animó a Otis y Gable a eliminar a ma.çé y mån.sôör durante una batalla real que determinó al contendiente principal al Campeonato Intercontinental. La transición de equipo y formación completa de Alpha con Maxxine se fue desarrollando en los episodios de Raw del mes de mayo.
En el episodio del 12 de junio de Raw, Dupri le aplicó un arm drag a Valhalla de The Viking Raiders, comenzando así su primer feudo. Otis y Gable entrenaron a Dupri en segmentos de backstage para prepararla en su debut como luchadora. Dicho debut se dio en el episodio del 3 de julio de Raw, durante una lucha mixta entre equipos, en la que Alpha Academy y The Viking Raiders se enfrentaron. En el encuentro, Dupri obtuvo la victoria para su equipo al aplicarle un sunset flip a Valhalla. En el episodio del 10 de julio de Raw, Alpha Academy realizó una ceremonia de graduación para Dupri. Al final de esta, Gable le entregó a Dupri su propia chaqueta de identificación del equipo. Cuando Dupri estaba a punto de ponérsela, Los Viking Raiders aparecieron en la rampa para distraer al equipo, lo que le permitió a Valhalla atacar a Dupri y robarle su prenda. En el siguiente episodio de Raw, Gable y Otis se enfrentaron a Erik e Ivar en una lucha de «Reglas vikingas». A pesar de dominar el encuentro, Gable y Otis perdieron, pero Dupri logró recuperar su chamarra. En el episodio del 31 de julio de Raw, Dupri ganó en su primer enfrentamiento individual, en el que derrotó a Valhalla utilizando un «Japanese Ocean Cyclone Suplex». Mientras Alpha celebrabra dicha victoria en backstage, Gunther de Imperium se ofendió por la victoria de Dupri y se burló de ellos. Una semana después, Ludwig Kaiser, de Imperium, intentó seducirla para que se uniera su equipo, pero esta se negó y en respuesta lo abofeteo después de que insultara a su compañero Otis. En el episodio del 6 de noviembre de Raw, participó en una batalla real cuyo premio era una lucha por el Campeonato Mundial Femenino en Survivor Series, pero fue eliminada por Nia Jax. Dos semanas después, se alió con Ivy Nile de Diamond Mine durante una lucha entre equipos de cuatro contra cuatro por una oportunidad a los Campeonatos Femeninos en Parejas, en el que fueron derrotadas. El 5 de diciembre, tuvo su primer combate en la marca NXT, en el que ella y Alpha Academy derrotaron a The Meta-Four en un encuentro mixto entre equipos de tres contra tres. En el episodio del 11 de diciembre de Raw, Dupri se enfrentó a la Campeona Mundial Femenina Rhea Ripley en una lucha no titular, en la que fue derrotada por sumisión en tan solo dos minutos.
El 27 de enero de 2024 en Royal Rumble, hizo su debut en el Royal Rumble femenino ingresando con la entrada número dieciocho, antes de ser eliminada de la contienda por Bayley, quien resultó ganadora de la misma. En el episodio del 15 de abril de Raw, Chad Gable, su compañero y líder de Alpha Academy, cambió a heel (rudo) al atacar a Sami Zayn. Una semana después, en el episodio del 22 de abril de Raw, Gable reafirmó su postura heel durante un segmento en el que la criticó e insultó a ella y a sus compañeros de la facción, Otis y Akira Tozawa, además de decirle que solo se centrarían en él y hacerla jurar ayudarlo a capturar el Campeonato Intercontinental. La misma noche, compitió en el evento principal durante una batalla real que determinaría a una nueva Campeona Mundial Femenina, pero no logró ganar, ya que fue eliminada por Nia Jax. El 12 de mayo durante un evento en vivo, reemplazó a Zelina Vega en la ronda clasificatoria del torneo Queen of the Ring, enfrentándose a Shayna Baszler y siendo derrotada por sumisión. El 15 de junio en el evento Clash at the Castle: Scotland, junto a Otis, acompañó a Gable en su lucha por el título Intercontinental contra Sami Zayn, en la que fue derrotado y durante la cual ella y su compañero nuevamente tuvieron desavenencias con él. Dos días después, en el episodio del 17 de junio de Raw, ella, Otis y Akira Tozawa se revelaron contra Gable y lo abandonaron, dando por finalizada la alianza entre los cuatro, y por ende, la disolución del stable.

#### Alpha Babes (2024-presente)
Tras la disolución de Alpha Academy, permaneció aliada con Otis y Tozawa, y en el episodio del 2 de diciembre de 2024 de Raw, informaron que su nuevo nombre como equipo sería el de Alpha Babes. El 1 de febrero de 2025, en Royal Rumble, ingresó a la contienda femenina con la entrada número catorce, en la que eliminó a Ivy Nile antes de ser sacada por Shayna Baszler, Sonya Deville y Zoey Stark.

## Vida personal
El 27 de diciembre de 2017, Wyatt, su hermano mayor, falleció en un accidente de tránsito cuando se trasladaba en un automóvil de la aplicación de transporte estadounidense Lyft junto a su tío Joe Doub Jr., quien sobrevivió al choque.
En 2023, comentó en una entrevista que The Bella Twins y el programa de telerrealidad Total Divas, fueron sus dos inspiraciones para convertirse en luchadora profesional.
En la víspera de Navidad de 2024 se anunció que Zmrzel estaba comprometida con su compañero luchador profesional y superestrella de NXT, Anthony Luke.

## Otros medios

### Videojuegos
| Año  | Título        | Notas                                                  | Ref.   |
| ---- | ------------- | ------------------------------------------------------ | ------ |
| 2023 | WWE SuperCard | Juego de actualizaciones periódicas para iOS y Android | [ 47 ] |
| 2024 | WWE 2K24      |                                                        | [ 48 ] |

## Campeonatos y logros
- Wrestling Observer Newsletter
  - Worst Gimmick (2022) como parte de Maximum Male Models[49][50]